# Deherainia
A Deherainia a hangavirágúak (Ericales) rendjébe, ezen belül a kankalinfélék (Primulaceae) családjába tartozó nemzetség.

## Előfordulásuk
A Deherainia-fajok előfordulási területe Közép-Amerika. A következő országokban őshonosak: Belize, Costa Rica, Guatemala, Honduras, Mexikó.

## Rendszerezés
A nemzetségbe az alábbi 3 faj tartozik:
- Deherainia lageniformis Gómez-Laur. & N.Zamora
- Deherainia matudae Lundell
- Deherainia smaragdina (Planch. ex Linden) Decne. - típusfaj